# Caboclo-d'Água
Caboclo-d'Água ou Caboco-d'Água (também chamado de Bicho-d'Água, Rolão, Romão, Romãozinho, Moleque-d'Água ou Negro-d'Água) é um ser mítico, defensor do Rio São Francisco, que assombra e mata os pescadores e navegantes aos quais antipatiza, chegando mesmo a virar e afundar embarcações.
Luís da Câmara Cascudo assim o definiu: "criatura fantástica que vive no rio São Francisco, tendo o domínio sobre as águas e os peixes. Favorece tudo aos amigos, "compadres do Caboclo d'Água", e persegue ferozmente aos pescadores e barranqueiros com que antipatiza, virando canoas, erguendo ondas, derrubando as barreiras, afugentando pescarias".

## Registros antigos
Já em 1912 Manuel Ambrósio consigna que "mora sempre nas ribanceiras mais profundas, ermas, sossegadas. Seu corpo é monstruoso, com as proporções de um gigante descomunal. Visto ao luar, caminhando por alvas e prateadas coroas, semelha-se a uma casa grande em movimento. Sua cabeça é disforme e tem a configuração de um rodeio de carro de bois, quando parada à tona da água, ou dela surgindo inesperadamente, se espia o canoeiro ou viandante descuidado para o engolir". O autor descreve, ainda, a fúria da personagem mítica: "Na ocasião das enchentes grandes, rói furiosamente a base dos barrancos, quebra formidáveis barreiras, abre solapões profundos, devasta ilhas e margens até derrubar o rancho, beira no chão o desditoso; depois, satisfeito, qual grosso tronco de árvore boia parado, ou então resvala pelo meio do rio". Como forma de se precaverem de seu ataque, o autor diz: "para evitar suas ciladas, quem viaja para longe, sozinho, e tem de arrostar temerosas travessias, finca sua faca no fundo da canoa, e o mostro, que isto adivinha, de forma alguma acomete o transeunte, limitando-se, quando muito, a segui-lo a grande distância".
Noraldino Lima, em 1925, registrou: "o tipo de caboclo-d'água que recolhe maior número de depoimentos é o seguinte: baixo, grosso, musculoso, cor de cobre, rápido nos movimentos e sempre enfezado". Já Manuel Cavalcanti Proença, em 1944, diz que os ribeirinhos, "supersticiosos, como todos os mais, oferecem o seu fuminho ao Caboclo-d'água, embora sorriam e neguem o fato, quando interpelados".

## Registro de Wilson Lins
Segundo Wilson Lins, é a mais popular das entidades míticas do São Francisco, e o descreve como sendo "baixo, troncudo, bela musculatura, pele bronzeada e olho no meio da testa". Sobre sua índole diz ser "bem-humorado, mas às vezes faz das suas, provocando prejuízos e até mortes. Bem tratado, presenteado de vez em quando com uns pedaços de fumo para mascar, o caboclo se torna benfazejo, ajuda seus obsequiadores nas pescarias, evita que o rio entre em seus roçados, etc. Maltratado ou tratado com indiferença, no entanto, torna-se perigoso".
O autor revela que a entidade prefere morar nos "rochedos no meio do rio" mas também nos "bancos de areia das ilhas submersas" e, sendo anfíbio, pode sair pela terra, embora nunca se afaste demais da água - fazendo-o apenas em certas ocasiões, "para exercer alguma vingança ou fazer algum favor", jamais tendo sido avistado a mais de cem metros do leito.
Segundo ele, o Caboclo é um só e, se avistado em lugares distintos, é porque tem esse poder - embora para muitos são vários os Caboclos-d'Água, o mesmo valendo para a Mãe-d'Água, que é outro dos mitos recorrentes entre os ribeirinhos. Lins afirma, finalmente, que essa criatura é temida junto ao "Minhocão" ou "Surubim-rei", e o mais moleque de todos - nisso superando o Caboclo-d'Água - chamado "Romãozinho": "povoando as noites de sezão do beiradeiro, o Caboclo-d'Água, o Minhocão e o Romãozinho enchem de brandos pavores a alma do vale. Nasceram com a sociedade pastoril ali surgida nos primórdios do povoamento do vale".

## Relação com outros mitos
Câmara Cascudo registra que o lançar fumo nas águas para acalmá-lo converge com o mito do Caipora. Sobre cravar facas no fundo de canoas registrado por Ambrósio, assinala haver a crença de que o aço afugenta manifestações de seres sobrenaturais, o que segundo ele se assemelha aos mitos de vampiros que assombravam a Polônia e nas crenças das magias negra e branca da ação protetora do metal.
Existe, ainda, especialmente na porção baiana do rio, a figura da Avó-d'Água, que teria atribuição de proteção dos ribeirinhos - o que contrasta com a figura da Mãe-d'Água dos povos amazônicos, guardando maior afinidade com Iemanjá.
Embora também seja chamado de Negro-d'Água, seu mito difere desta entidade que é típica da bacia do rio Tocantins, sobretudo em Goiás. Seria, para Wilson Lins, o equivalente são-franciscano do mito do Cabeça-de-cuia, presente no rio Parnaíba.

## Estátua em Juazeiro
Na cidade de Juazeiro na Bahia, fronteira à de Petrolina em Pernambuco, foi idealizada em 1999 uma estátua representando o "Nego-d'Água", sendo confeccionada em cimento e ferro e postada às margens do São Francisco pelo artista Ledo Ivo Gomes de Oliveira. Inaugurada em 2003, tem 12 metros de altura.
Foi instalada no leito do rio, de forma que ficava parcialmente submersa. Com a estiagem verificada em 2017, a baixa do rio fez com que toda sua estrutura ficasse exposta, num banco de areia que se formou, de modo que as pessoas podiam acessá-la caminhando.

## Estátua em Barra Longa
No ano de 2011 a prefeitura da cidade mineira de Barra Longa inaugurou uma estátua da figura monstruosa do Caboclo num evento que denominaram "I Festa do Caboclo-d’Água". Contando em 2013 com cerca de seis mil habitantes, Barra Longa tinha relatos da aparição do monstro, como o registrado pelo agricultor Antônio Felipe de Resende, então com 84 anos de idade, que declarou ter sido vítima: “Uns três anos atrás eu estava no rio, a água no peito, e vi aquele trem lá embaixo do barranco. Ele mergulhou, veio nadando e mordeu minha perna”, aventando a ideia de que o "bicho" seja anterior ao Dilúvio: “Quando o mundo acabou em água, ele sobreviveu nadando. Água para ele é festa”; diante dos relatos, chegou-se a instalar câmeras de vigilância no rio, armadilhas e buscas com a participação dos bombeiros e técnicos do IBAMA para encontrar o Caboclo foram feitas, sem sucesso.
Em 2016, um ano após a Tragédia de Mariana, embora tendo sobrevivido ao "mar de lama" da barragem da empresa Samarco, a estátua com mais de dois metros havia desaparecido. A repórter Ana Lucia Azevedo registrou, então: "O Caboclo-d'Água, monstro folclórico do Gualaxo do Norte que os ribeirinhos acreditam ter morrido engolido pela onda de rejeito, desapareceu de vez de Barra Longa (...) Ela resistiu à passagem da lama e às obras, mas, no último fim de semana, quando o desastre completou um ano, sumiu do pedestal e fez do caboclo uma lenda duas vezes exterminada".